# Сигичелли, Винченцо
Винченцо Сигичелли (итал. Vincenzo Sighicelli; 30 июля 1830, Ченто — 15 февраля 1905, Париж) — итальянский скрипач, композитор и музыкальный педагог.
Музыкант по меньшей мере в пятом поколении, правнук придворного капельмейстера в Модене Джузеппе Сигичелли. Учился игре на скрипке у своего отца Антонио Сигичелли, затем в Венской консерватории у Георга Хельмесбергера, Йозефа Майзедера и Симона Зехтера.
Вернувшись в Модену, в 1849—1855 гг. был солистом и помощником дирижёра в придворном оркестре. После этого работал в Париже, преимущественно как музыкальный педагог.
Автор многочисленных фантазий на темы популярных опер; по меньшей мере одна из них, на темы оперы Джузеппе Верди «Риголетто», написана в соавторстве со Стефано Голинелли.
Кавалер Ордена Святых Маврикия и Лазаря (1865).